# Studio Ponoc
Lo Studio Ponoc, Inc. (株式会社スタジオポノック?, Kabushiki-gaisha Sutajio Ponokku) è uno studio di animazione giapponese fondato nel 2015 da Hiromasa Yonebayashi e  Yoshiaki Nishimura.

## Storia
Lo studio d'animazione venne fondato il 15 aprile 2015 da Yoshiaki Nishimura e Hiromasa Yonebayashi, entrambi noti per il loro lavoro presso Studio Ghibli. I due avevano lasciato lo Studio Ghibli alla fine del 2014, dopo aver terminato la produzione del lungometraggio Quando c'era Marnie, portando con sé numerosi animatori dello Studio. Il nome dello studio deriva dalla parola serbo-croata per "mezzanotte" (ponoć/поноћ), a significare "il momento in cui un giorno finisce e un altro comincia".
Lo studio cominciò a lavorare occupandosi di una campagna pubblicitaria per la West Japan Railway Company. Nel 2017 è stato distribuito il primo lungometraggio d'animazione dello studio, Mary e il fiore della strega, diretto dallo stesso Yonebayashi e basato sul romanzo La piccola scopa della scrittrice britannica Mary Stewart.
Nel 2018, in Giappone, lo studio ha distribuito Eroi modesti, un film collettivo d'animazione suddiviso in tre parti. Il film, composto da tre cortometraggi diretti da Hiromasa Yonebayashi, Yoshiyuki Momose e Akihiko Yamashita, costituisce il primo volume dell'antologia cinematografica Ponoc Short Films Theatre (ポノック短編劇場?, Ponokku Tanpen Gekijō).
Lo studio Ponoc ha prodotto un cortometraggio per i Giochi Olimpici di Tokyo ispirato ai valori olimpici ed è stato proiettato dal 24 luglio al 9 agosto 2020. Il corto è stato presentato ufficialmente in anteprima quando è stato caricato su YouTube dal Comitato Olimpico Internazionale il 23 luglio, prima dell'inizio delle Olimpiadi. Il corto si intitola Tomorrow's Leaves.

## Filmografia
| Num. | Logo | Titolo | Titolo internazionale       | Data di uscita | Regia                                                     | Sceneggiatura                        | Colonna sonora                                         | Incassi |
| ---- | ---- | --- | --------------------------- | -------------- | --------------------------------------------------------- | ------------------------------------ | ------------------------------------------------------ | ------- |
| 1    |      | Mary e il fiore della strega (メアリと魔女の花?, Meari to Majo no Hana)                                                          | Mary and the Witch's Flower | 8 luglio 2017  | Hiromasa Yonebayashi                                      | Riko Sakaguchi, Hiromasa Yonebayashi | Takatsugu Muramatsu                                    |         |
| 2    |      | Eroi modesti - Ponoc Short Films Theatre (ちいさな英雄－カニとタマゴと透明人間－?, Chīsana eiyū: Kani to tamago to tōmei ningen) | Modest Heroes               | 24 agosto 2018 | Hiromasa Yonebayashi, Yoshiyuki Momose, Akihiko Yamashita | Yoshiyuki Momose, Akihiko Yamashita  | Takatsugu Muramatsu, Masanori Shimada, Yasutaka Nakata |         |
| 3    |      | L'immaginario (屋根裏のラジャー Yaneura no rajā)                                                                                 | The Imaginary               | 5 luglio 2024  | Yoshiyuki Momose                                          | Yoshiaki Nishimura                   | agehasprings, Kenji Tamai                              |         |

### Cooperazioni
- Il ragazzo e l'airone, regia di Hayao Miyazaki - con lo Studio Ghibli (2023)